# Act a Fool
Act a Fool, è il secondo singolo tratto da Crunk Rock, album di debutto da solista di Lil Jon.
Il brano è stato creato in collaborazione col noto gruppo rap/punk, i Whole Wheat Bread, ed anche con DJ Paul e Juicy J dei Three 6 Mafia.
Per la prima volta il singolo è stato pubblicato sul MySpace di Lil Jon, nella giornata di Halloween il 31 ottobre 2006.
Già nel primo giorno ha registrato 580.000 click sulla sua pagina.
Qualche giorno dopo, il singolo è stato reso disponibile anche su iTunes.
Questo singolo si è classificato alla novantunesima posizione delle classifiche R&B/Hip Hop statunitensi.

## Tracce
- "Act a Fool" (feat. Three 6 Mafia) (Produced By Lil Jon, Whole Wheat Bread) — 4:41